# Fyrtio martyrer
Fyrtio martyrer kallas i den gamla svenska almanackan 9 mars till åminnelse av fyrtio romerska soldater som år 320 skulle ha dött martyrdöden i Sebaste (staden Sivas i dagens Turkiet). För att förmå dem att avsvära sig sin kristna tro skulle de ha blivit tvingade att stå nakna på isen på en frusen damm och därvid frusit ihjäl hellre än att förneka sin kristna tro.
Bara en av dem skall ha avsvurit sig kristendomen, men en fångvaktare skulle ha övertygats om kristendomens sanning och slutit sig till de andra så att fyrtiotalet åter blev fullt.
Som "Fyrtio martyrers" eller "Fyrtio riddares" dag har i några länder 10 mars firats i stället för 9 mars. 
Traditionen ger deras namn som Cyrion (Quirion), Candidus, Domnus, Meliton, Domitianus, Eunoicus, Sisinius, Heraclius, Alexander, Johannes, Claudius, Athanasius, Valens, Helianus, Ecditius, Acacius, Vibianus, Helias, Theodulus, Cyrillus, Flavius, Severianus, Valerius, Chudion, Sacerdon, Priscus, Eutychius, Eutyches, Smaragdus, Philoctimon, Aëtius, Nicolaus (Micallius), Lysimachus, Theophilus, Xantheas, Angias, Leontius, Hesychius, Caius och Gorgonius.